# Hamis Kiggundu
 (juin 2025).
Hamis Kiggundu (né le 10 février 1984) est un homme d'affaires basé en Ouganda, un créateur d'entreprise sur Internet, un donateur à des œuvres caritatives et un écrivain,.
Il est le fondateur du Ham Group of Companies, une société multinationale, l'une des plus grandes entreprises du pays et l'auteur de Succès et échec basés sur la raison et la réalité et Reason as the World Masterpiece,. Il est l'une des personnes les plus riches d'Ouganda, avec une valeur nette de 1.2 milliards de dollars américains et employant environ 7 000 personnes,

## Biographie

### Famille et religion
Kiggundu est le fils de Haruna Segawa, qui fait partie d'une famille possédant de nombreux investissements immobiliers à Kampala.
Kiggundu est musulman.

### Première vie et éducation
Kiggundu est né en 1984 dans le district de Kalungu Masaka, dans la région centrale de l'Ouganda. Il a fait ses études primaires à Masaka, a rejoint l'école internationale de Kabojja dans le district de Kampala pour ses études secondaires et a ensuite obtenu un diplôme en droit de l'Université Makerere,.

### Voyage d'affaires
Pendant ses vacances au collège en 2003, ses parents ont donné un capital raisonnable pour démarrer une entreprise et il a démarré petit et localement, faisant du commerce de matières premières et de marchandises auprès d'importateurs de première main à l'étranger et les vendant avec profit. Avec l'augmentation de l'afflux de capitaux, il est devenu un importateur de première main et a commencé à importer des produits de : Chine, Thaïlande, Hong Kong et Dubaï. Il pourrait les distribuer en gros aussi bien en Ouganda que dans les pays voisins comme le Kenya, la Tanzanie, le Burundi, le Congo et le Soudan. Hamis a accumulé plus de capital et s'est tourné vers l'immobilier, achetant et vendant principalement des terrains et des propriétés avec profit avant de constituer Ham Enterprises (U) Ltd et de progresser vers la construction et la possession de ses propriétés commerciales,,. Hamis s'est désormais diversifié dans l'industrialisation à grande échelle, en se concentrant principalement sur la transformation agroalimentaire et la valeur ajoutée. Il s'est lancé dans un projet de 156 millions de dollars américains dans la région centrale où des usines industrielles de transformation agro-alimentaire intégrées avancées (IAIP) sont en cours d'installation à Akright City en tant que projet pionnier, dans le but d'apporter une valeur ajoutée à la consommation résidente et internationale de l'agriculture ougandaise. L'objectif du projet est de promouvoir la substitution des importations en ajoutant de la valeur aux produits locaux plutôt qu'en important des produits agro-transformés. Des silos (unités de stockage) de plus de 500 000 tonnes métriques ont déjà été installés.

## Construction du stade Nakivubo en Ouganda

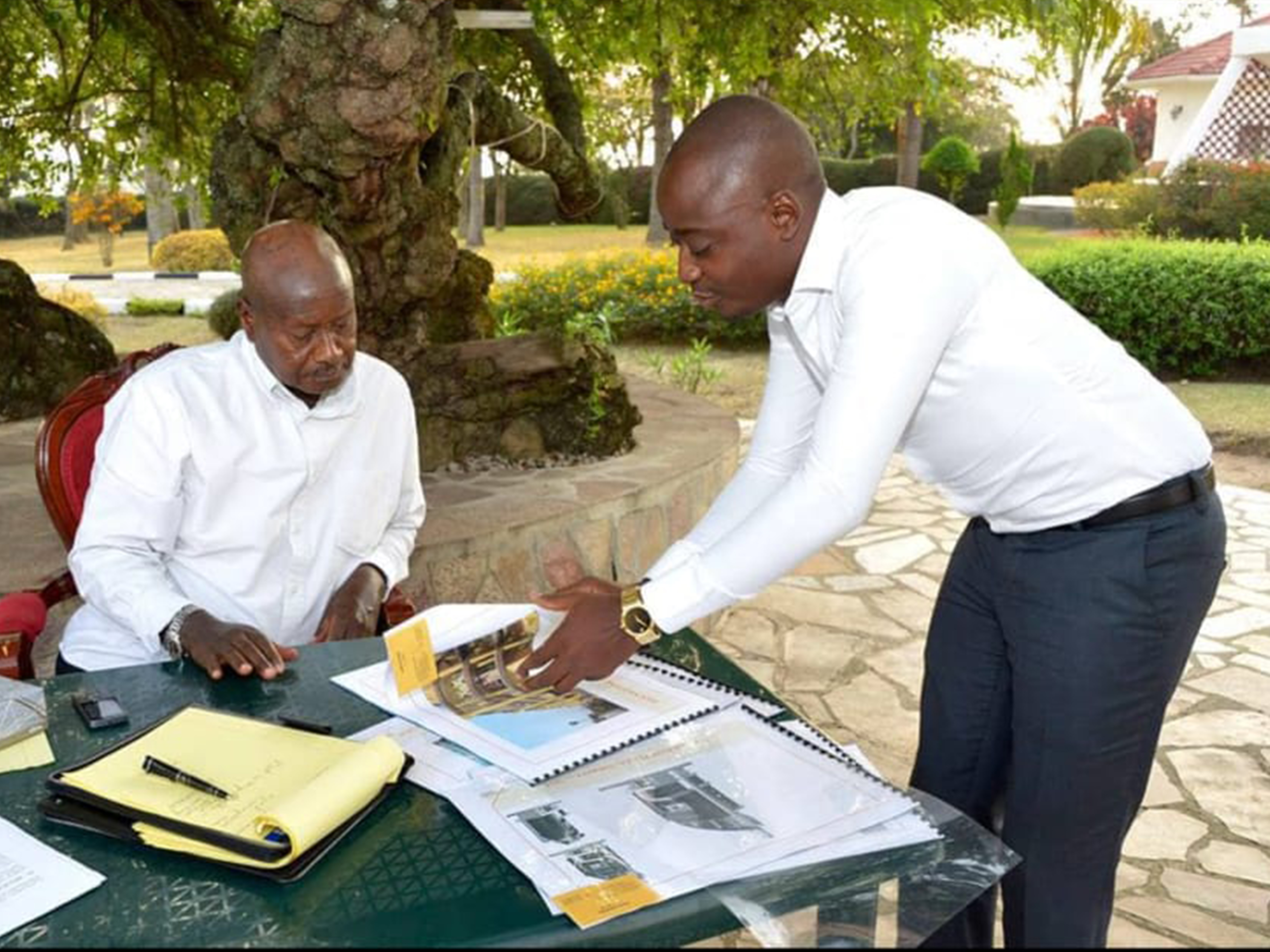
Hamis présente une proposition de stade au président Museveni, en 2015

En 2015, le président Yoweri Museveni a ordonné à Kiggundu de reconstruire et d'augmenter la capacité du stade Nakivubo pour en faire une installation sportive moderne avec une plus grande capacité. Les travaux de réaménagement sont une coentreprise entre le gouvernement ougandais en tant que propriétaire et Kiggundu en tant que développeur par l'intermédiaire de sa société Ham Enterprises et ROKO Construction en tant qu'entrepreneur principal.
En février 2017, Kiggundu a détruit les structures vétustes et clôturé toute la zone du stade pour préparer le début des nouveaux travaux de construction.
En juin 2017, les travaux de construction démarrent et le stade prend forme.
Le tout pour un coût estimé à 200 millions de dollars selon Forbes et Bizmart,.

## Controverses judiciaires
En mars 2020, Kiggundu a été présenté dans les médias ougandais pour son combat judiciaire contre la Diamond Trust Bank. Il a accusé que la banque l'avait trompé de plus de 30 millions de dollars sur 10 ans,

### Victoire et décision de justice contre Diamond Trust Bank
En octobre 2020, Kiggundu a gagné le procès et la Haute Cour ougandaise a ordonné à la Diamond Trust Bank de rembourser tous les fonds illégalement retirés, totalisant 34,29 milliards UGX et 23,4 millions de dollars américains, avec un intérêt supplémentaire de 8% pour les frais de justice.
Le tribunal a en outre ordonné à la banque de libérer/libérer sans condition toutes les hypothèques prétendument créées sur toutes les propriétés de Kiggundu et toutes les garanties d'entreprise et personnelles émises par Kiggundu. Le tribunal a également rendu une ordonnance permanente pour empêcher le DTB de faire valoir les hypothèques sur les propriétés de Kiggundu.

#### La Diamond Trust Bank fait appel
Diamond Trust Bank a ensuite fait appel de la décision devant la Haute Cour et a reçu une ordonnance suspendant le paiement des sommes à Ham.

## Livres

### Succès et échec basés sur la raison et la réalité
En juin 2018, Kiggundu a écrit Succès et échec basés sur la raison et la réalité qui donne des conseils sur la réussite financière et la nécessité d'avoir un but. Le livre est devenu un best-seller en Ouganda et en décembre 2018. Il a été nommé et a remporté le prix du livre de motivation commerciale de l'année décerné par le Forum national du livre de l'Ouganda.
En juin 2019, le livre de Hamis a été examiné, évalué et finalement adopté par le ministère ougandais de l'Éducation et des Sports par l'intermédiaire du Centre national de développement des programmes scolaires, qui l'a inscrit au programme scolaire ougandais.

### La raison comme chef-d'œuvre mondial
En février 2021, Kiggundu a écrit un deuxième livre, Reason as the World Masterpiece, un livre d'auto-amélioration qui se concentre profondément sur les informations sur la prospérité, l'auto-développement et défend les défis humains mondiaux, la solution aux problèmes de l'Afrique et le chemin direct de l'Ouganda depuis de la pauvreté à la prospérité, avec l'usage de la raison,,.

## Richesse
En 2020, Hamis Kiggundu a été impliqué dans un procès de 32 millions de dollars contre Diamond Trust Bank, qui a été tranché en sa faveur.Forbes l'a reconnu pour la première fois comme l'un des Ougandais les plus riches en mars 2021, avec une fortune nette de 870 millions de dollars. En avril 2024, Kiggundu est la cinquième personne la plus riche d'Ouganda, avec une fortune nette estimée à 1,02 milliard de dollars américains,.

## Charité

### Fondation Ham Ouganda
En 2019, il a lancé Ham Foundation, une organisation caritative visant à améliorer la vie des gens et de leurs communautés.

#### Clercs de la région du Grand Masaka
En mars 2020, Kiggundu, par l'intermédiaire de sa Fondation Ham, a fait don de plus de 200 vélos, corans et tapis de prière aux religieux musulmans de la région du Grand Masaka en Ouganda.

#### COVID 19
Aide alimentaire
En avril 2020, Kiggundu a fait don de nourriture au groupe de travail ougandais sur le COVID-19. Il a également fait don de vivres à plus de 100 journalistes ougandais par l'intermédiaire de l'Association des journalistes ougandais, mais a également été critiqué pour avoir distribué de l'argent aux journalistes,.
En juillet 2021, Kiggundu a fait don au gouvernement ougandais de 15 000 doses de vaccins contre le COVID-19 pour ses employés et d'autres Ougandais et a en outre appelé les entreprises ougandaises à se joindre à lui pour sauver des vies afin de redonner à la communauté ougandaise où elles opèrent

## Récompenses et honneurs
En 2023, Kiggundu a été récompensé en reconnaissance et en célébration de ses contributions exceptionnelles au rajeunissement de l'Afrique grâce à l'entrepreneuriat et au développement immobilier emblématique lors de la 6e édition des Pan African Pyramid Global Awards organisée et tenue à Kampala par Pan-African Pyramid (PAP),.
En 2018, Kiggundu a reçu un prix en reconnaissance pour son livre, Success and Failure Based on Reason and Reality. Il a été nommé meilleur livre de l'année dans la catégorie « Motivation commerciale » lors d'un événement organisé par le Forum du livre d'Ouganda à Kampala,.

### Entrepreneuriat numérique
En avril 2021, Kiggundu a lancé l'entrepreneuriat Internet avec Hamz Link, une société basée sur Internet ayant de nombreuses filiales qui utilisent différentes plates-formes Web et mobiles allant de : Secteurs de l'éducation, de la communication, des achats en ligne, du paiement en ligne, de l'hébergement vidéo et du divertissement. Les filiales et plateformes Hamz incluent : Hamz App et Ham Pay, entre autres,.

#### Ouverture de banque et activité agroalimentaire
Ham Agro Banque
Kiggundu est en train d'ouvrir la Ham Agro Bank, une banque d'agriculteurs pour répondre aux besoins agraires avec les produits agricoles comme principal instrument de commerce, offrant des prêts aux agriculteurs sous forme de désirs agricoles ; par exemple : Machines, semences, Services, pesticides entre autres. Les agriculteurs peuvent ensuite rembourser sous forme de produits agricoles, selon Forbes. Il a également donné une allusion à ce projet lors du lancement de son livre, Reason as the World Masterpiece à Kampala en mars 2021 et en a également parlé dans le livre,.

#### Industries agroalimentaires du Ham
Kiggundu est maintenant dans les dernières étapes de l'achèvement du projet pilote de 156 millions de dollars des industries agro-alimentaires intégrées de Ham dans la région centrale de l'Ouganda, qui abrite également le siège de l'ensemble du projet à Akright City, le complexe industriel routier d'Entebbe Express.

### La duplication de la Maison Blanche aux États-Unis

#### La Maison Blanche Ouganda

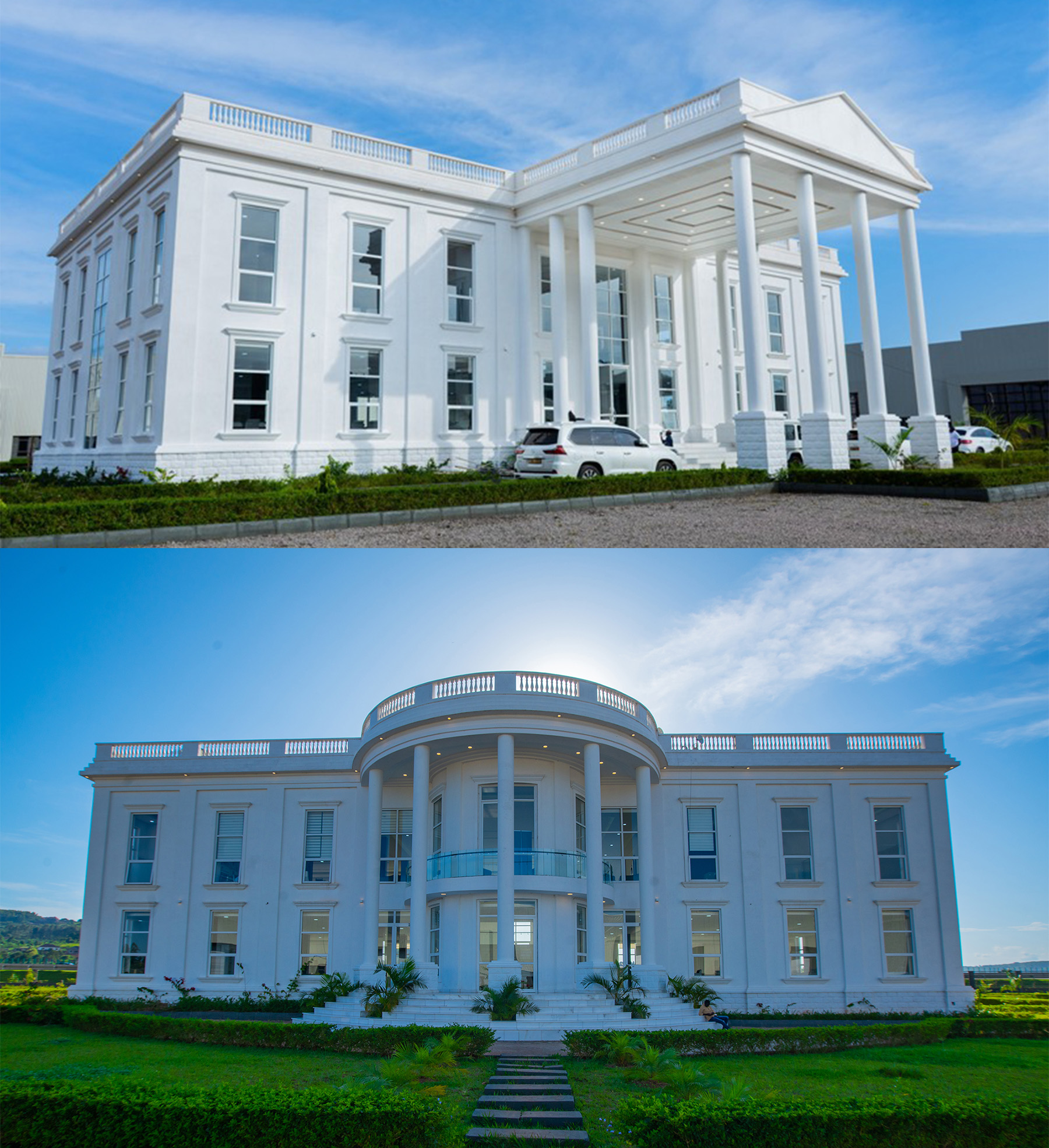
Vue de face et de dos de la Maison Blanche en Ouganda

Kiggundu a fait du bloc administratif de ses industries de transformation agro-alimentaire une réplique exacte de la Maison Blanche américaine qu'il a baptisée Maison Blanche Ouganda dans sa tentative d'attirer les futurs touristes, à la fois locaux et internationaux, pour stimuler l'industrie touristique ougandaise et être un pionnier de la croissance et de la prospérité nationales,.

#### Villas à Ham Palm
Dans le but de transformer l'Ouganda et de décourager les nationaux de quitter leur patrie à la recherche d'une vie meilleure, il décide de créer ce que nous appelons le désir des Ougandais directement chez eux en créant une communauté fermée 5 étoiles qu'il a baptisée Ham Palm Villas, avec 500 personnes. maisons, villas et appartements avec toutes les commodités nécessaires, à savoir des services de santé et des commerces, une école internationale, un complexe multisports, entre autres. la construction a commencé en 2019 et est toujours en cours.
Kiggundu possède une maison située sur les rives du lac Victoria, populairement connue sous le nom de Ham’s Residence. Le manoir a été décrit comme « somptueux » par l'Uganda Times et Tuko Kenya News,.